# Panzerkorps Feldherrnhalle
El Panzerkorps Feldherrnhalle fue un cuerpo panzer alemán que luchó en el Frente Oriental durante la Segunda Guerra Mundial.

## Historia
El Panzerkorps Feldherrnhalle se formó el 27 de noviembre de 1944 al rediseñar IV. Armeekorps, que había sido destruido en el Frente Oriental en agosto durante la 2.ª Ofensiva de Jassy-Kishinev de los soviéticos, sus unidades procedían de la Sturm-Division "Rhodos" (División de Asalto Rhodes) y la Panzer-Grenadier-Brigade 17. El cuerpo se desplegó por primera vez en Hungría en febrero de 1945.
El panzerkorps se rindieron al ejército estadounidense al final de la guerra.

## Comandantes

### Panzerkorps Feldherrnhalle
| Rango                    | Nombre          | Periodo                                          |
| ------------------------ | --------------- | ------------------------------------------------ |
| General der Panzertruppe | Ulrich Kleemann | Del 27 de noviembre de 1944 al 8 de mayo de 1945 |

## Orden de batalla

El estandarte de la unidad de las SA, la Feldherrnhalle Panzer Korps.

### Batalla de Debrecen, Hungría, octubre de 1944
Como la 60.ª Panzergrenadier-Division Feldherrnhalle
- Division Stab
- Füsilier-Regiment Feldherrnhalle
- Grenadier-Regiment Feldherrnhalle
- Panzer-Abteilung Feldherrnhalle
- Panzer-Aufklärungs-Abteilung Feldherrnhalle
- Artillerie Regiment Feldherrnhalle
- FlaK-Bataillon Feldherrnhalle
- Pionier-Bataillon Feldherrnhalle
- Nachrichten-Kompanie Feldherrnhalle

### Budapest, Hungría, febrero de 1945
Como la Panzer-Division Feldherrnhalle 1.
- Division Stab
- Panzer-Regiment Feldherrnhalle
  - Panzer-Battalion
  - Panzergrenadier-Battalion (half-track)
  - schwere Panzer-Abteilung Feldherrnhalle

- Panzergrenadier-Regiment Feldherrnhalle
- Panzerjäger-Abteilung Feldherrnhalle
- Panzer-Aufklärungs-Abteilung Feldherrnhalle
- Pionier-Bataillon Feldherrnhalle
- Artillerie-Regiment Feldherrnhalle
- Nachrichten-Kompanie Feldherrnhalle

### 2.ª Ofensiva de Jassy-Kishinev
Como la Panzerkorps Feldherrnhalle
- Korps Stab
  - Korps-Füsilier-Regiment Feldherrnhalle
  - Schwere-Panzer-Abteilung Feldherrnhalle
  - 404. Artillerie-Regiment
  - 404. Panzer-Pionier-Bataillon
  - 44. Panzer-Nachrichten-Bataillon
  - Panzer-Feldersatz-Regiment Feldherrnhalle
- Panzer-Division Feldherrnhalle 1
- Panzer-Division Feldherrnhalle 2